# Encephalartos friderici-guilielmi
Píchoš Encephalartos friderici-guilielmi je druh cykasu z čeledi zamiovité (Zamiaceae). Pochází z Jižní Afriky. Jedná se o typovou rostlinu definující rod píchoš (Encephalartos).

## Botanická charakteristika

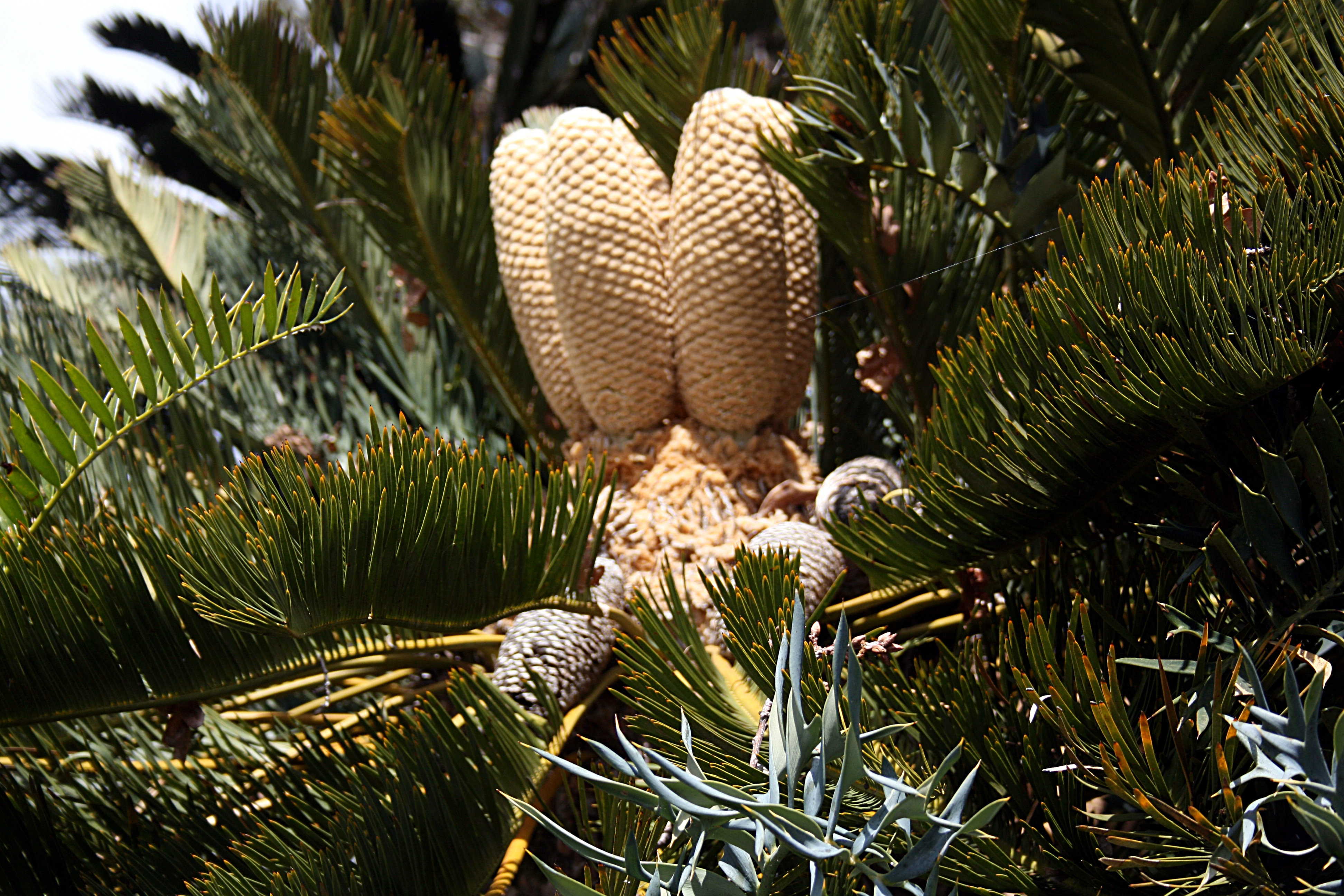
Šištice na tomto druhu rostou obvykle ve větším množství

Jedná se o druh píchoše s největším počtem šištic na jedné rostlině.

## Ochrana
Jedná se o chráněnou rostlinu jejíž přežití je v přírodě ohroženo. Druh Encephalartos friderici-guilielmi je zapsán na hlavním seznamu CITES I, který kontroluje obchod s ohroženými druhy - jak s rostlinami, tak i jejich semeny.